# Route transsaharienne
La Route transsaharienne, ou en abrégé la Transsaharienne, est une route qui relie Alger à Lagos. Dans le réseau international des routes trans-africaines, il est désigné TAH . Longue d'environ 4 800 km, elle s'inscrit dans le projet de réseau plus ou moins bien défini de grandes routes transafricaines reliant six pays, l'Algérie, la Tunisie, le Mali, le Niger, le Tchad et le Nigeria, lancé dans les années 1960,,.

## Histoire

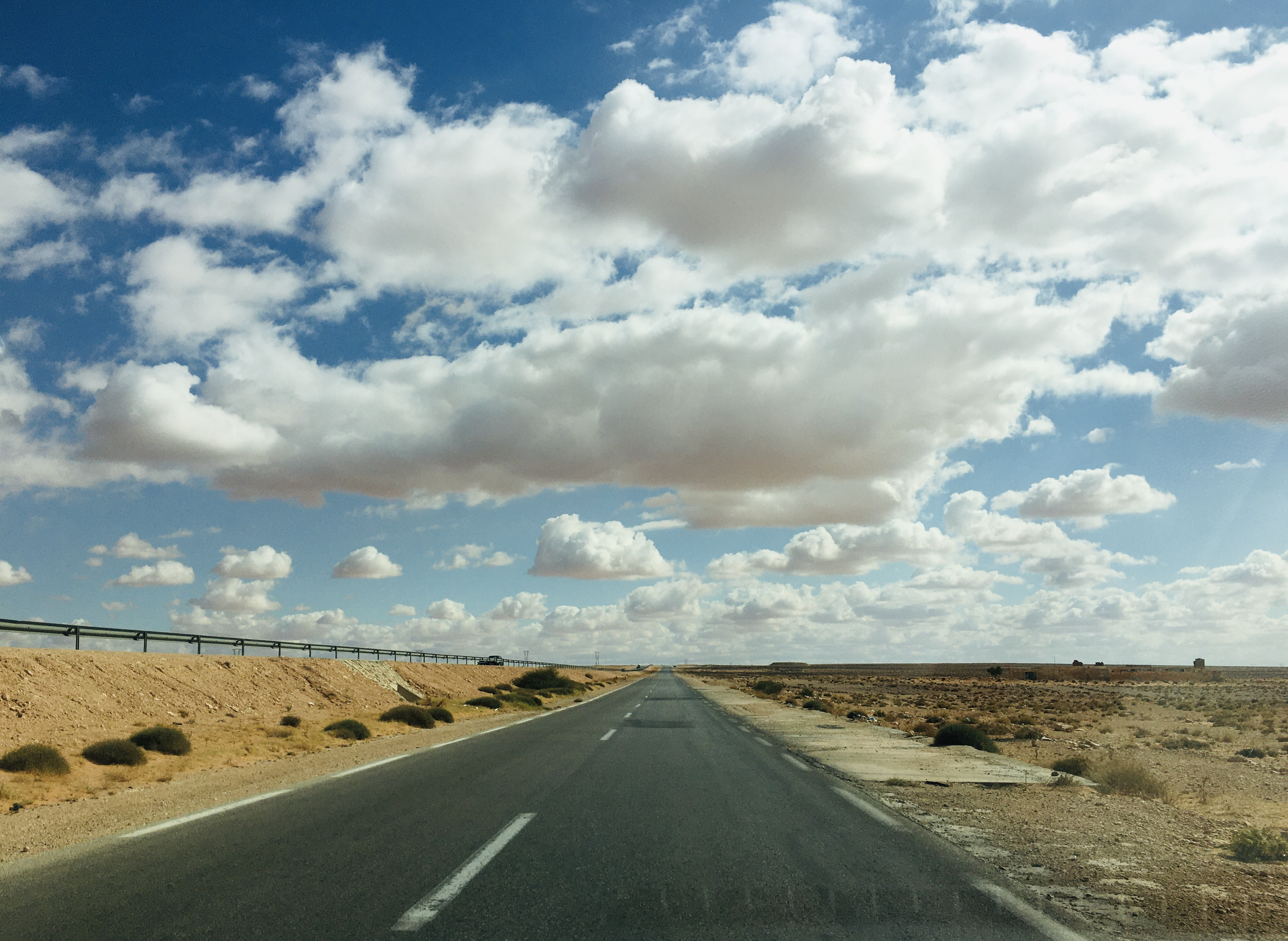
Transsaharienne entre Laghouat et Ghardaïa (Algérie).

Dès la période coloniale, des projets de route entre Alger et Zinder et le Niger ont vu le jour et un début d'exécution. L'idée de construire une route transsaharienne est née dans les années 1960 à l'initiative de la Commission économique pour l'Afrique (CEA), avec pour objectif de désenclaver les zones déshéritées et de promouvoir les échanges entre le nord et le sud du Sahara.
Suivi par un Comité de Liaison de la Route transsaharienne (CLRT), le projet est supposé aboutir à la construction d'une route composée de quatre branches reliant deux capitales maghrébines, Alger et Tunis, à quatre capitales subsahariennes, Bamako, Niamey, N’Djamena et Lagos. Les six pays membres de ce comité sont l'Algérie, la Tunisie, le Niger, le Mali, le Tchad et le Nigeria.
Le tronçon principal long d'environ 4 800 km, relie Alger à Lagos ; la RN 1 algérienne en constitue la majeure partie avec 1 700 km. Des connexions vers la Tunisie, le Mali et le Tchad s'y ajoutent.
En 2018, le président du Niger inaugure un tronçon de 140 km reliant Tanout à Zinder. En juin 2020, il reste à aménager 300 kilomètres en Algérie, et à terminer la construction du tronçon Assamaka-Arlit au Niger. Le Nigéria a achevé sa portion de la route principale et la Tunisie a terminé sa connexion.
En février 2021, le ministre algérien des Travaux publics et des Transports Farouk Chiali déclare que la route devrait être terminée en mai ou en juin et qu'une cérémonie devrait être organisée au Niger pour célébrer l'événement. Il annonce également que des travaux sont en cours pour faire passer la section algérienne de la transsaharienne en autoroute. L’Algérie a consacré une enveloppe de 2,6 milliards de dollars au projet de la route transsaharienne depuis le début de sa réalisation.

## Intersections avec d’autres axes routiers transafricains.
- Avec la  Transafricaine 1 Le Caire—Dakar en Alger (Algérie).
- Avec la  Route trans-sahélienne Dakar—N'Djamena en Kano (Nigeria).
- Avec la  Autoroute côtière trans-ouest-africaine Dakar—Lagos en Lagos (Nigeria).
- Avec la  Transafricaine 8 Lagos—Mombasa en Lagos.